# 内田賢徳
内田 賢徳（うちだ まさのり、1947年 - ）は、日本の国語学者・国文学者。京都大学名誉教授。

## 人物
島根県生まれ。1971年京都大学文学部国文科卒。1976年同大学院文学研究科博士課程中退、帝塚山学院大学専任講師、1980年助教授、1984年島根大学助教授、1986年京都大学教養部助教授、1994年教授、京都大学大学院人間・環境学研究科教授、2011年定年退任、名誉教授。

## 著書
- 『万葉の知 成立と以前』塙選書 1992
- 『上代日本語表現と訓詁』塙書房 2005

## 参考
- “『上代日本語表現と訓詁』著者紹介”.  e-hon. 2014年3月4日閲覧。